# Taktisches Luftwaffengeschwader 71 "Richthofen"
A Taktisches Luftwaffengeschwader 71 "Richthofen" (Asa Táctica "Richthofen" N.º 71 da Força Aérea), anteriormente conhecida como Jagdgeschwader 71 (JG 71) Richthofen, é uma asa de caça da Força Aérea Alemã. A JG 71 foi a primeira unidade operacional de caças a jato da Alemanha Ocidental. Em 29 de junho de 2013, o último caça F-4F Phantom voou pela última vez, antes do modelo ser retirado de serviço. A asa está agora equipada com o Eurofighter Typhoon. 
Após a reestruturação da Força Aérea Alemã, a JG 71 foi transferida temporariamente para a recém-criada Asa Tática "Richthofen" em 1 de outubro de 2013. Sua unidade mãe era a Asa Tática 31 em Nörvenich. Em 5 de julho de 2016, a reestruturação foi revertida e o grupo de caças foi novamente atualizado para uma asa de caça.

## História

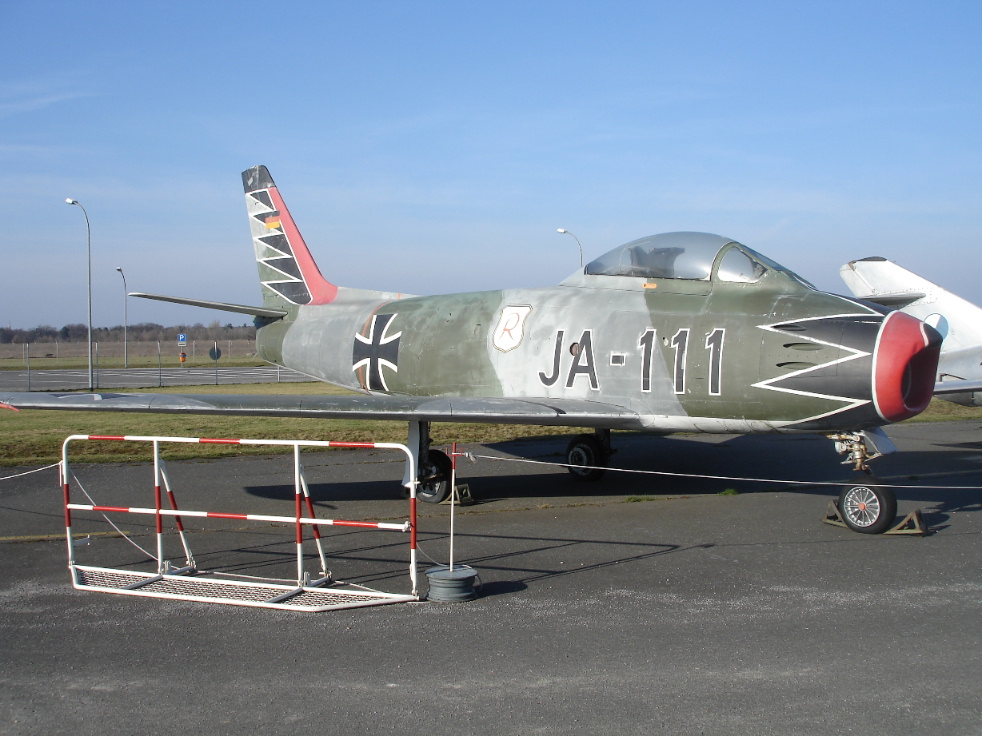
Canadair Saber da Força Aérea Alemã JG 71 "Richthofen" no Luftwaffenmuseum, este traz especificamente as marcações pessoais de Erich Hartmann

A unidade foi formada em junho de 1959, equipada com 50 Canadair Sabre Mk.6s e estacionada na antiga RAF Ahlhorn. O piloto de caça com maior pontuação de todos os tempos, Erich Hartmann, pilotou o Canadair Saber (conhecido por seu design de avião de caça favorito) e aeronaves como a Lockheed F-104 Starfighter, na asa recém-formada no final dos anos 1950. Em 21 de abril de 1961, com o 43º aniversário da morte do "Barão Vermelho" Rittmeister Manfred von Richthofen, JG 71 recebeu o título honorário de "Richthofen" pelo Presidente Federal Heinrich Lübke. Em 1963, a JG 71 foi transferida de Ahlhorn para a Base Aérea de Wittmundhafen.
Em maio de 1963, foi introduzido o primeiro F-104 Starfighters no serviço da Força Aérea alemã. Em 1974, a asa obteve seus primeiros F-4F Phantom II e, em 19 de setembro de 1974, os Starfighters da unidade entraram em desuso. Em 1988, o papel secundário da asa de ataque de bombardeiro de caça foi abandonado, de modo que a JG 71 agora é exclusivamente uma asa de caça.
A JG 71 faz parte da Força de Reação Imediata da OTAN, o que significa que deve estar pronta para enviar doze aeronaves com cinco dias de antecedência. No entanto, a probabilidade de ter que enviar aeronaves em tão curto prazo é quase nula, portanto, a realização de intercepções de Alerta de Reação Rápida (Quick Reaction Alert, QRA) para o norte da Alemanha é compartilhada com o JG 74, que concluiu a conversão do Eurofighter no final de 2008. Dependendo da situação, a linha divisória entre as duas unidades é aproximadamente Frankfurt-Berlim, com a JG 71 protegendo a parte norte da Alemanha.